# Пісочинські

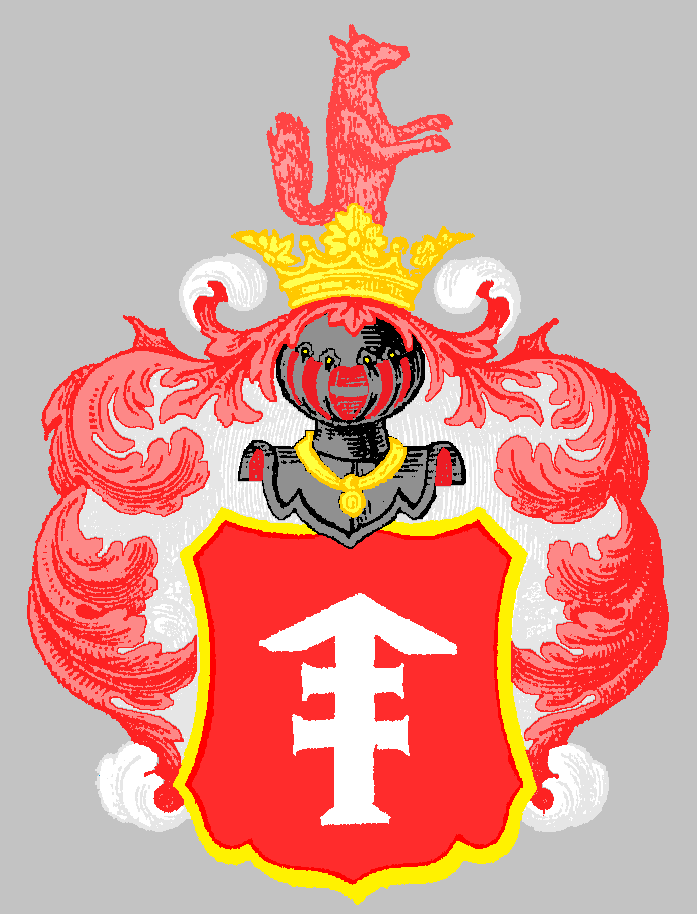
Герб Лис

Пісочинські, також П'ясечинські, або П'ясочинські гербу Лис — шляхетський рід, представники якого володіли значними маєтками в Україні.

## Представники
- Лаврин, дружина — Дубинська, жив у серпні 1604, у 1606 справи вели сини; мав багаторічні процеси майнові з воєводою Іваном (Янушем) Збаразьким; володів м-ком Жорнище (нині Іллінецького району)
  - Олександр — з 1603 р. навчався у Краківському університеті, у 1620 сурогат-суддя земський вінницький, потім кам'янецький та київський каштелян, новогродський та уланівський староста, воєвода новогродський; перша дружина — Гальшка з Рогозинських, друга — Ельжбета Констанція Остроруг, дочка Яна — познанського воєводи[1]
    - Ян (з першого шлюбу) — староста новгород-сіверський та уланівський, помер без нащадків 1679
    - Варвара — померла замолоду

  - Якуб, брацлавський чашник
    - Казимир — староста млавський то остроленцький
    - Ян (пом.бл. 1683) — підкоморій новгород-сіверський, холмський каштелян, у 1644 брав участь у битві під Охматовом на чолі 80 власних вояків. У 1673 р., липня 10 король Михал Вишневецький дає каштелянові Холмської землі Яну Пісочинському та його дружині Олені Гулевичівні, засудженим на вигнання рішенням Луцького гродського суду від 10 червня 1673 р., охоронний лист на шість місяців[2].
    - Стефан Костянтин (†1691) — брацлавський підстолій та староста, берестейський каштелян, смоленський воєвода, мав конфлікт щодо маєтку у Висоцьку з гетьманом Павлом Тетерею,[3] був звинувачений у його отруєнні,[4] тричі одружувався
      - Юрій, дружина — Йоанна Потоцька гербу Любич, донька овруцького старости
      - Микола Стефан (†1689)

- Олена — дружина Владислава Немирича

- Лаврин — архимандрит Києво-Печерської лаври, родич дружини Лавріна, взяв його прізвище.